# 1-я отдельная гвардейская танковая бригада
1-я отдельная гвардейская танковая Уральско-Львовская ордена Октябрьской Революции, Краснознамённая, орденов Суворова и Кутузова добровольческая бригада имени Маршала Советского Союза Р. Я. Малиновского — формирование Сухопутных войск Вооружённых сил Российской Федерации. 
Условное наименование — Войсковая часть № 63453 (в/ч 63453). Сокращённое наименование — 1-я отбр. 
Соединение входит в состав 20-й гвардейской общевойсковой армии Западного военного округа. Пункт постоянной дислокации —  г. Богучар Воронежской области.

## История
Бригада наследует почётные именования и награды 10-й гвардейской танковой дивизии сформированной в 1943 году на Урале как 30-й Уральский добровольческий танковый корпус. 26 октября 1943 года корпус был преобразован в 10-й гвардейский Уральский добровольческий танковый корпус. В 1945 году корпус был преобразован в 10-ю гвардейскую танковую дивизию, которая дислоцировалась в ГДР (Магдебург и Альтенграбов (Altengrabow)) во время Холодной войны в составе Группы советских войск в Германии (ГСВГ). В 1993—1994 гг. дивизия была выведена в г. Богучар Воронежской области.
Дивизия принимала в дальнейшем участие во Второй чеченской войне.
1 декабря 2009 года, в ходе реформы Вооружённых сил c целью оптимизации, соединение было преобразовано в 262-ю гвардейскую базу хранения и ремонта военной техники (танковую) (262-я БХиРВТ(Т)), в/ч 63453 с дислокацией в г. Богучар.
В сентябре 2015 года 262-я БХиРВТ(Т) была развёрнута в 1-ю отдельную гвардейскую танковую бригаду, наследующую все награды, исторический формуляр, боевую славу и почётные наименования предшественников. Бригада вошла в состав 20-й гвардейской общевойсковой армии.